# Opération Windsor
Seconde Guerre mondiale
Batailles
Opérations de débarquement (Neptune)
- Tonga (Deadstick, Batterie de Merville)
- Albany (Chicago, Manoir de Brécourt)
- Boston (Detroit)
- Utah Beach
- Omaha Beach (Pointe du Hoc)
- Gold Beach
- Juno Beach
- Sword Beach

Secteur anglo-canadien
- Caen
- Authie
- Perch (Villers-Bocage)
- Putot
- Bretteville-l'Orgueilleuse
- Norrey
- Mesnil-Patry
- Martlet
- Epsom
- Windsor
- Charnwood
- Jupiter
- Atlantic
- Goodwood
- Crête de Verrières
- Spring
- Bluecoat
- Totalize
- Tractable

Secteur américain
- Carentan
- Cotentin
- Cherbourg (Bombardement)
- Bataille des Haies (Elle, Saint-Lô, La Haye-du-Puits)
- Cobra
- Mortain

Fin de la bataille de Normandie et libération de l'Ouest
- Rennes
- Saint-Malo
- Brest
- Poche de Falaise
- Chambois
- Paris

Mémoire et commémorations
- Cimetières militaires de la bataille de Normandie
- Commémorations du 70e anniversaire
- Projet UNESCO de classement des plages

L’opération Windsor est une offensive canadienne lancée durant la bataille de Caen, au cours de la bataille de Normandie pendant la Seconde Guerre mondiale. L'attaque qui a lieu les 4 et 5 juillet 1944, est menée par la 3e Division d'infanterie canadienne dans le but de s'emparer de la ville normande de Carpiquet et du terrain d'aviation adjacent, contrôlés alors par les forces allemandes. L'attaque est prévue à l'origine pour être lancée durant la dernière phase de l'opération Epsom, afin de protéger le flanc est de l'assaut principal. Elle est finalement reportée et lancée la semaine suivante.
Le 4 juillet 1944, quatre bataillons de la 3e Division d'infanterie canadienne attaquent Carpiquet en parallèle aux offensives lancées sur les flancs par les régiments blindés de la 2e Brigade blindée canadienne. Bien que la 8e Brigade d'infanterie canadienne réussit à capturer Carpiquet en milieu d'après-midi, la résistance allemande au sud empêche la capture de l'aérodrome et ce, malgré un appui aérien et blindé significatif de la part des alliés. Le lendemain, les forces canadiennes résistent à une contre-attaque allemande et réussissent à tenir Carpiquet, en vue des attaques britanniques sur Caen prévues lors de l'opération Charnwood.

## Contexte historique

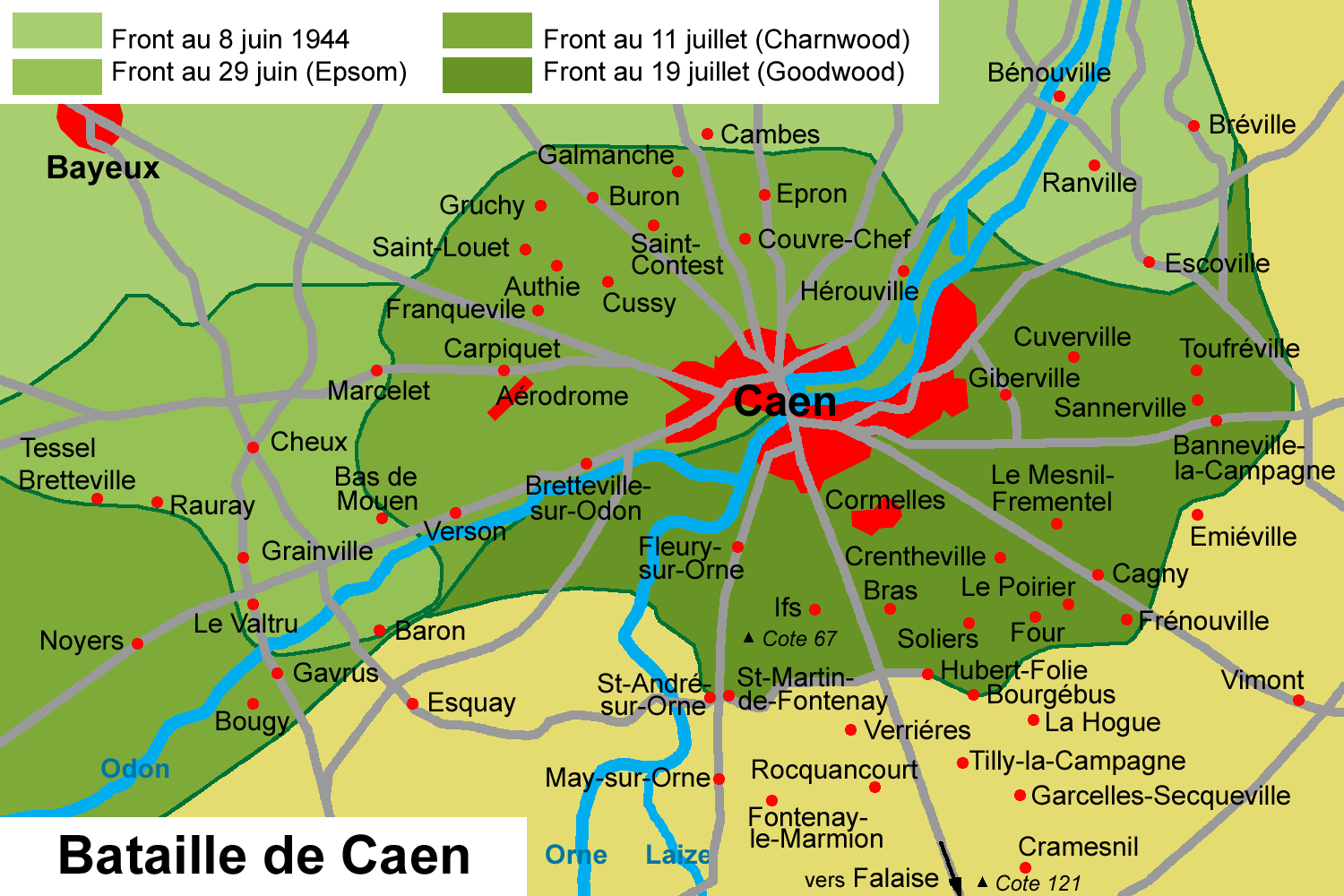
Théâtre des opérations lors de la bataille de Caen (juillet 1944).

La ville normande de Caen est un objectif principal de l'opération Overlord pour le 1er corps de la 2e armée britannique, qui a débarqué ses forces sur deux plages normandes le 6 juin 1944 dans le but de capturer la ville,. Bien que Caen soit l'objectif de départ des forces britanniques arrivées sur Sword Beach, la résistance allemande empêche la capture de la ville le 6 juin 1944; un résultat qui avait été considéré comme une possibilité par le commandant de la 2e armée. Dans les trois semaines qui s'ensuivent, une guerre de positions s'installe; les deux camps attaquent et contre-attaquent afin d'obtenir un avantage tactique mineur sur le front anglo-canadien.
Du 26 au 30 juin, la 2e armée lance l'opération Epsom, avec le VIIIe corps fraîchement débarqué, et se retrouve désignée pour contourner Caen et s'emparer des hauteurs près de Bretteville-sur-Laize, au sud de la ville. À la fin de l'action, le VIIIe corps a réussi une avancée d'environ dix kilomètres au travers de terrains particulièrement fortifiés, mais les Allemands arrivent à contenir l'offensive, après avoir engagé leurs dernières réserves. Selon le succès du VIIIe corps, la 3e Division d'infanterie canadienne, appuyée par la 2e Brigade blindée canadienne, devait capturer le village et l'aérodrome de Carpiquet dans une attaque dont le nom de code est opération Ottawa; cette opération est donc reportée.
Malgré les avancées à l'ouest de Caen, les forces du 1er SS-Panzerkorps tiennent toujours les positions au nord et à l'ouest de la ville. Les fortifications sur le fleuve Orne et près de Carpiquet empêchent toute progression vers Caen depuis le nord. Carpiquet, situé à 5,6 km au nord-ouest du centre-ville de Caen, devient le nouveau but assigné à la 3e Division d'infanterie canadienne, placée sous le commandement du major-général Rodney Keller. Le besoin en aérodromes supplémentaires en Normandie fait de Carpiquet un objectif convoité par les Alliés et donc une position d'importance à défendre pour les Allemands.

## Forces en présence
Forces alliées
- 8e Brigade d'infanterie canadienne
  - Le Régiment de la Chaudière
  - North Shore Rifles
  - Queen's Own Rifles

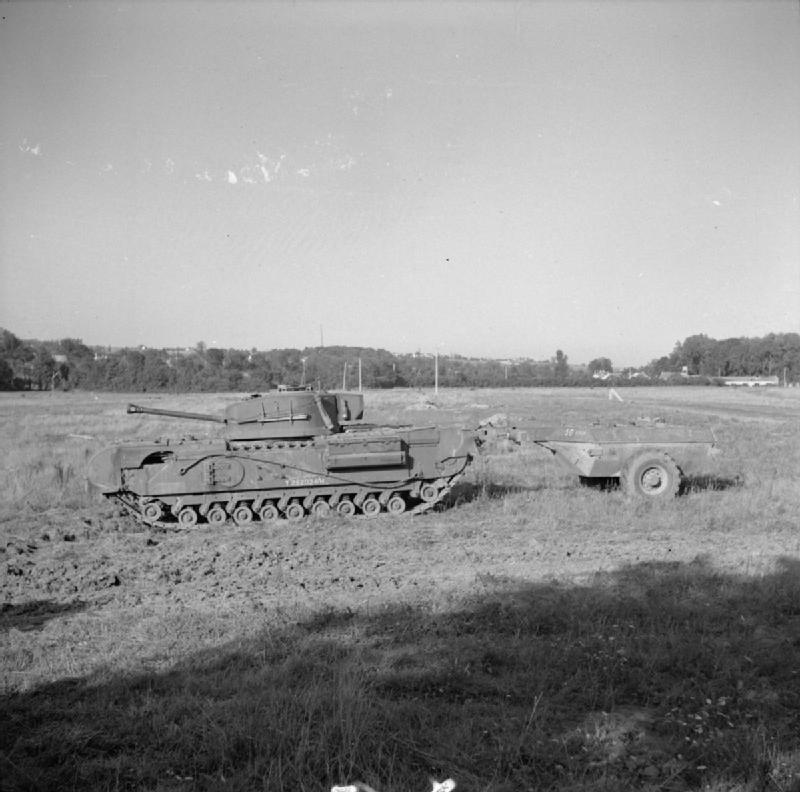
Char Churchill Crocodile

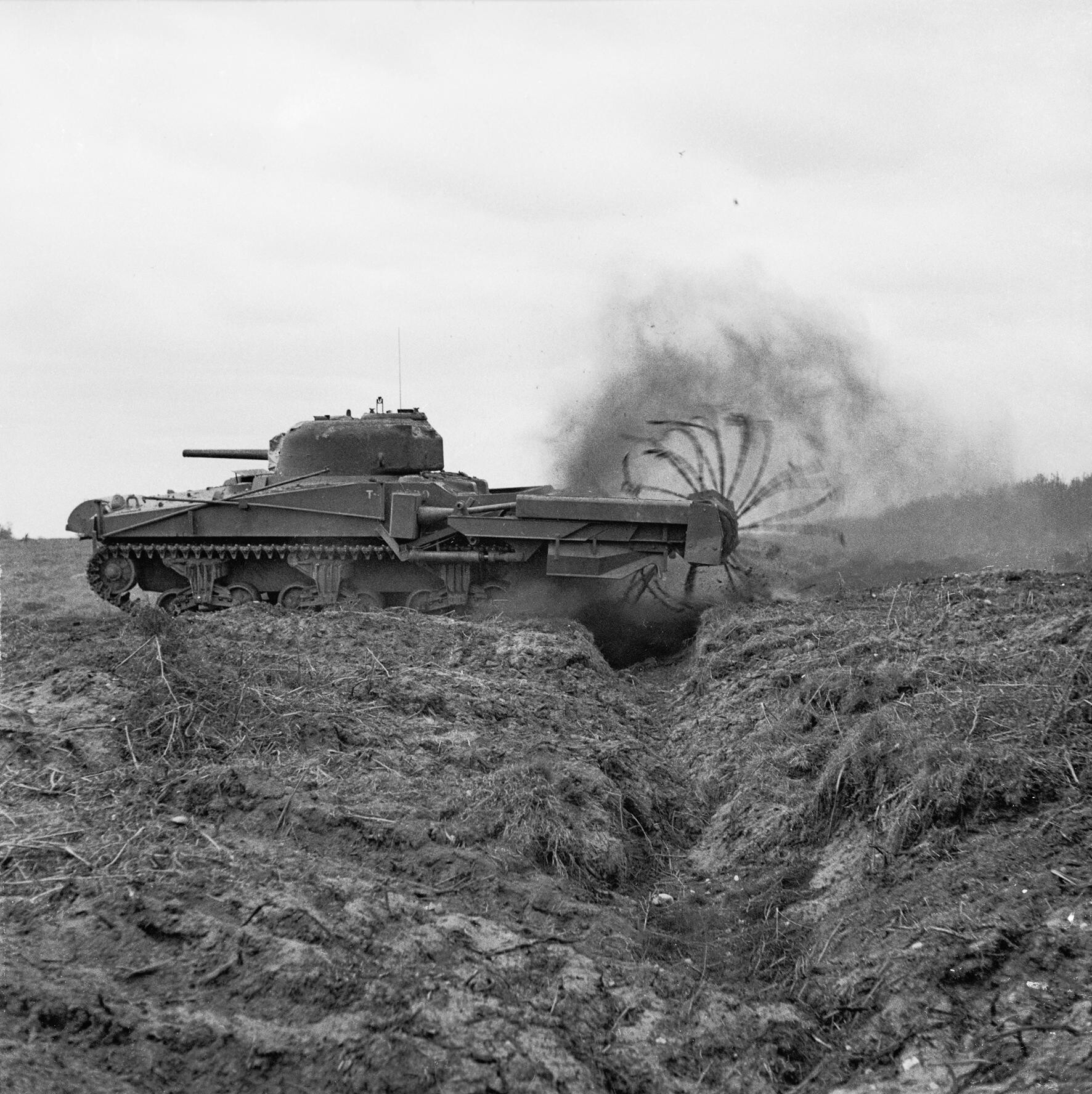
chars crab démineurs

Ces 3 régiments organiques de la brigade sont soutenus par
- The Royal Winnipeg Rifles
- The Fort Garry Horse avec 48 chars Sherman
- 22nd Dragoons (en) avec des chars crab démineurs
- Des chars Churchill Crocodiles, lance-flammes
- Cameron Highlanders of Ottawa, un bataillon de mitrailleuses lourdes et de mortiers

L'ensemble était soutenu par une artillerie très importante :
- 12 régiments d'artillerie de campagne
- 8 régiments d'artillerie moyenne
- 1 régiment d'artillerie lourde
- le cuirassé HMS Rodney avec 9 canons de 406 mm, 12 canons de 152 mm et 6 canons de 120 mm.
- le monitor HMS Roberts avec 2 canons de 380 mm.
- Le soutien aérien était composé de 2 escadrilles de Hawker Typhoon de la 8e brigade aérienne de la RAF (en).

Forces allemandes
- 12e Panzerdivision SS Hitlerjugend qui est fortement fortifiée.

## Prélude

### Défenses allemandes
Les défenses allemandes dans et autour de Carpiquet sont nombreuses, car la position est considérée comme « stratégiquement vitale » par les deux camps. Les défenses de l'aérodrome sont réparties sur une bande de 1,9 km de long, offrant ainsi une position confortable aux défenseurs. L'aérodrome a été transformé en véritable forteresse, avec l'installation de champs de mines, de canons de campagne et de mitrailleuses coordonnés par le 1er bataillon du 26e Régiment SS Panzergrenadier, ainsi que la mise en place d'une batterie antiaérienne, le tout appuyé par 15 chars,.

### Forces alliées
Pour l'attaque sur Carpiquet, Keller sélectionne trois bataillons : la 8e Brigade d'infanterie canadienne: The Queen's Own Rifles of Canada (QRC), le Régiment de la Chaudière, et le The North Shore (New Brunswick) Regiment. Sont aussi associés les Royal Winnipeg Rifles (RWR) de la 7e Brigade d'infanterie canadienne qui doivent conduire l'assaut. Le soutien blindé et les mitrailleuses doivent être fournis par le 10e Régiment blindé canadien (Fort Garry Horse), les Sherbrooke Fusiliers ainsi que le bataillon de support des Cameron Highlanders. Un soutien supplémentaire sera mis plus tard à disposition sous la forme de deux escadrilles de chasseurs-bombardiers Hawker Typhoon et de trois escadrons de chars spécialisés de la 79e division blindée britannique. Afin d'augmenter la puissance de feu du bombardement initial, les canons de 406 mm du cuirassé HMS Rodney doivent pilonner les positions allemandes autour de Carpiquet, à 24 km à l'intérieur des terres.
L'opération Windsor est prévue pour débuter à 5 heures le 4 juillet, tout de suite après un bombardement effectué par 21 régiments d'artillerie, avec le Régiment de la Chaudière et le North Shore Regiment qui doivent attaquer Carpiquet pendant que les Sherbrooke Fusiliers protègeront leur flanc nord. Au sud, les RWR doivent avancer et capturer les hangars de l'aérodrome. Quand les deux régiments auront capturé Carpiquet, les QWR devront foncer et prendre le contrôle des autres bâtiments de l'aérodrome, la prise du site permettant ensuite les attaques anglo-canadiennes contre Caen.

## Combats

### Attaque canadienne du 4 juillet sur Carpiquet

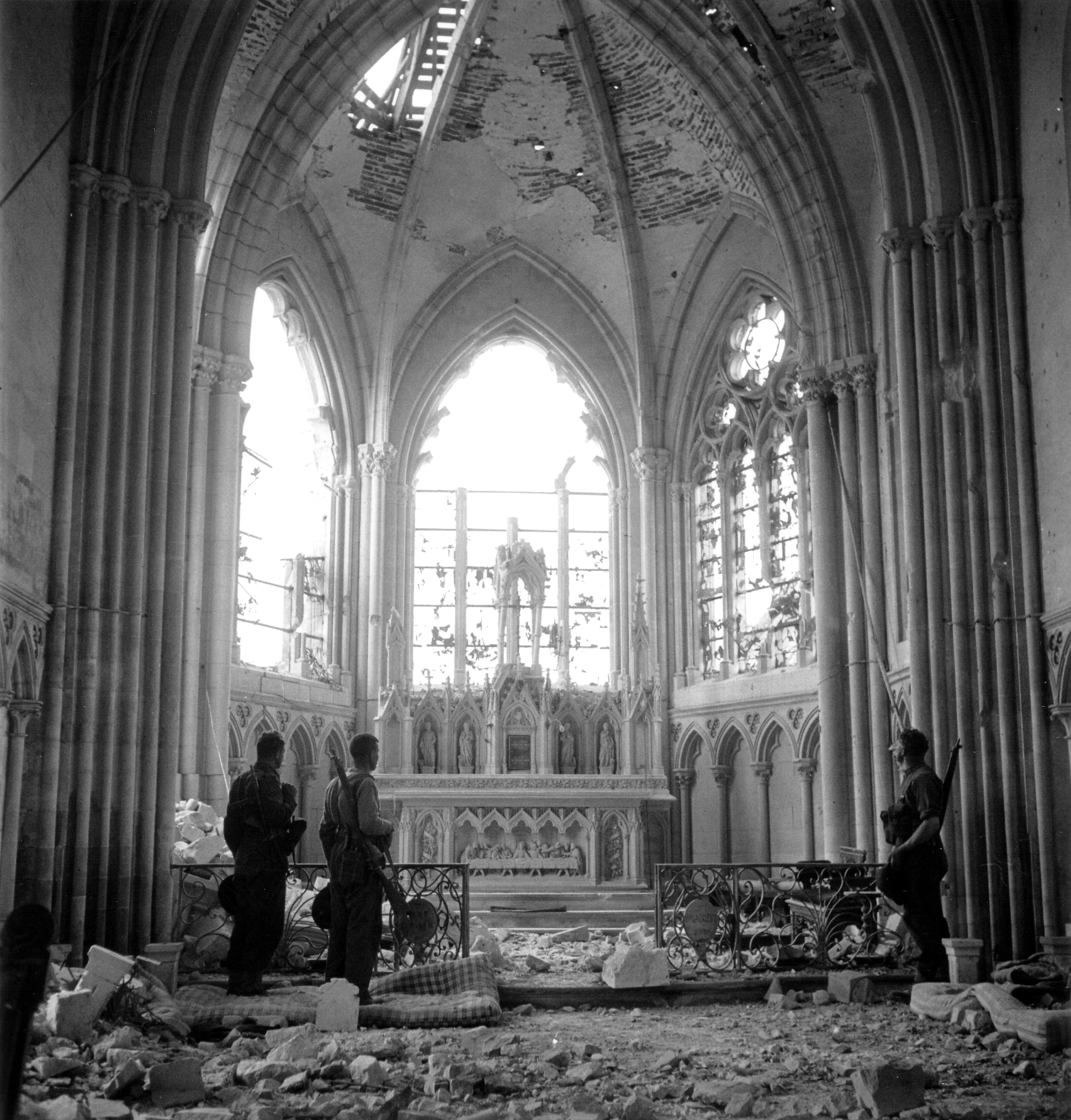
Soldats de la 9e Brigade d'infanterie canadienne devant l'autel d'une église dans Carpiquet

À l'aube du 4 juillet 1944, 21 régiments d'artillerie ouvrent le feu sur les positions allemandes dans et autour de Carpiquet, créant un feu roulant de 1,6 km de large sur 370 m de profondeur. À 5 heures, deux régiments d'infanterie canadiens avancent vers Carpiquet, tandis que les Sherbrooke Fusiliers attaquent au nord. Ces derniers réussissent leur percée en brisant le champ de mines allemand mais les positions défensives du 26e Régiment SS Panzergrenadier demeurent intactes et continuent à faire feu sur l'infanterie du North Shore Regiment. Au centre, les Chaudières évitent une grande partie du feu dirigé sur le North Shore Regiment tout en avançant sur Carpiquet. À 6 h 32, les deux régiments atteignent les faubourgs de la ville, entrant en contact avec des éléments de la 12e SS Panzer Division. Les combats dans Carpiquet menaçant de tourner à une guerre d'usure pour conquérir chaque maison, les chars du 10e Régiment blindé canadien viennent en soutien de l'infanterie afin de surmonter progressivement l'opposition allemande.
Au sud, les RWR avancent lentement en direction de l'aérodrome, car les mortiers allemands infligent de nombreuses pertes à leur infanterie mais aussi à leurs blindés. Il faut 90 minutes au RWR pour avancer de 2,4 km entre Marcelet et les hangars de l'aérodrome. Ce n'est qu'avec l'appui-feu indirect d'un escadron du 10e Régiment blindé canadien que les RWR arrivent à avancer jusqu'à l'aérodrome,. Mais plusieurs chars Sherman sont détruits et, aux alentours de midi, les RWR sont contraints de battre en retraite à mi-chemin de leurs positions initiales.
Ignorant que les RWR n'ont pas pris le contrôle de l'aérodrome, Keller décide d'engager les QRC dans la seconde phase du plan d'attaque. Le régiment se déplace vers Carpiquet, dorénavant contrôlé par les Chaudières et le North Shore, qui attaquent les positions allemandes fortifiées contournées lors de l'attaque initiale. Il leur faut associer attaques d'infanterie, lance-flammes, chars-pétards (chars Churchill armés d'un mortier à tube court de 290 mm) et détruire par le feu un point fortifié pour forcer les 12 derniers défenseurs à jeter les armes, les autres se rendant seulement après d'âpres combats. Les QRC atteignent les abords de Carpiquet au moment où les RWR battent en retraite, les premiers recevant alors l'ordre de tenir leurs positions jusqu'à ce que les RWR puissent se réorganiser pour une seconde attaque.

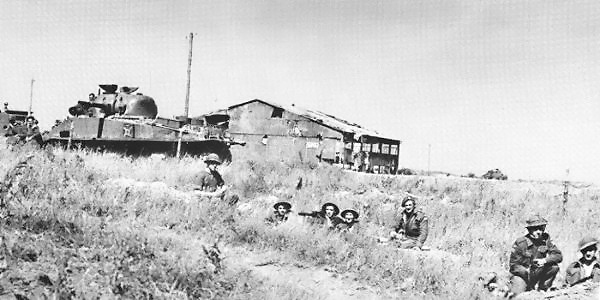
Des hommes du QRC aux abords de l'aérodrome de Carpiquet

Pour le deuxième assaut sur l'aérodrome, Keller demande l'appui de deux escadrilles de chasseurs-bombardiers Hawker Typhoon afin d'appuyer l'attaque contre les positions de la 12e SS. Les survivants des RWR reçoivent l'ordre d'effectuer "une attaque d'envergure sur le flanc gauche de l'ennemi", avec le maximum de soutien que l'artillerie et les blindés peuvent fournir. À la fin de l'après-midi, les RWR relancent l'attaque sur l'aérodrome et, bien que capables d'atteindre les hangars, ils n'arrivent cependant pas à déloger les défenseurs allemands. Faisant face à des contre-attaques d'unités Panzer, les RWR reçoivent l'ordre de se replier vers leurs positions initiales avant la tombée de la nuit. À Carpiquet, trois bataillons de la 8e Brigade d'infanterie canadienne fortifient rapidement leurs positions. À la suite de la capture de la ville, la 8e Brigade est maintenant l'unité anglo-canadienne la plus proche de Caen. Tandis que les Canadiens ont le contrôle de Carpiquet et des hangars situés au nord de l'aérodrome, les hangars au sud ainsi que les bâtiments de commandement restent aux mains des Allemands.

### Contre-attaques allemandes du 5 juillet

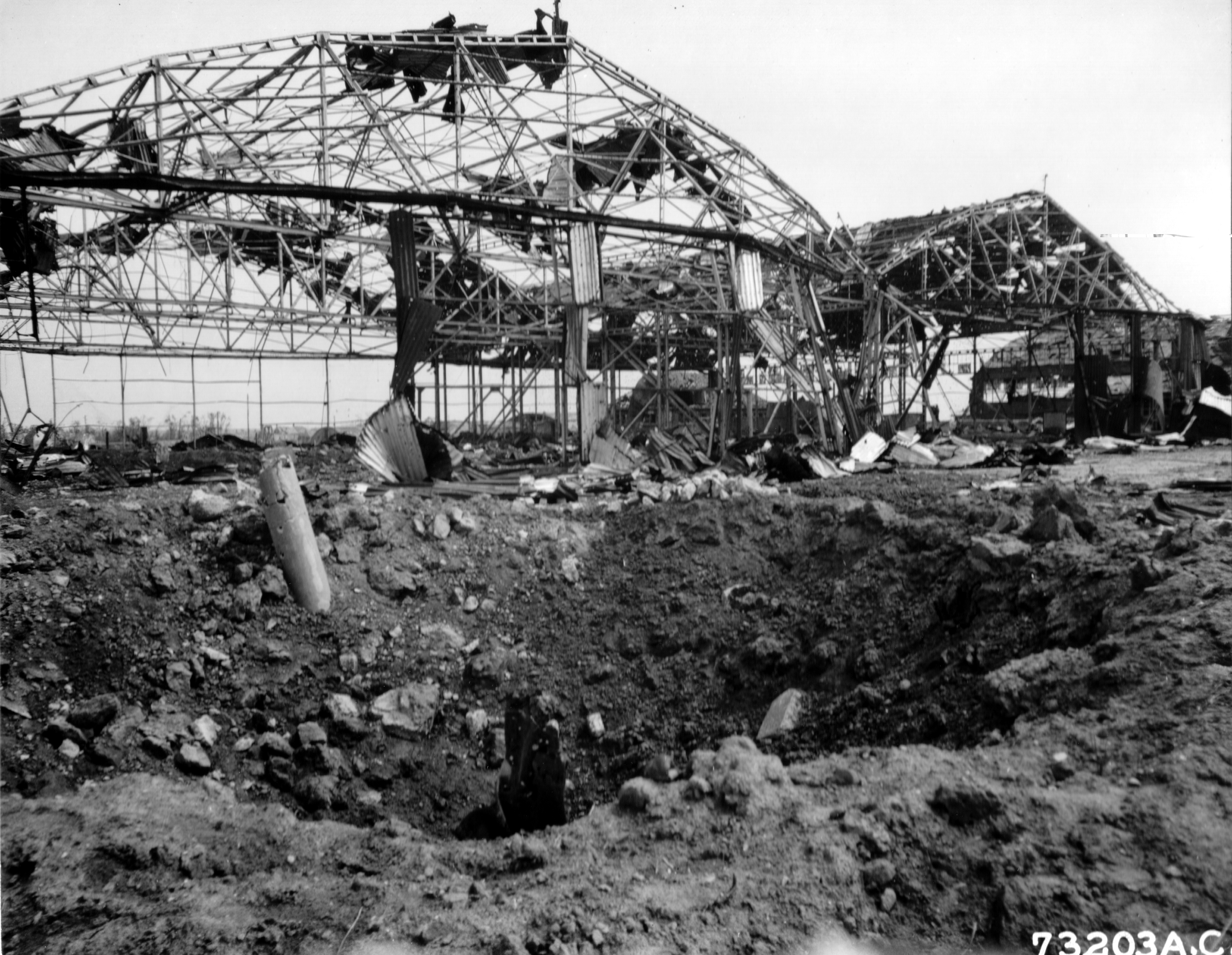
Ruines des hangars de l'aérodrome de Carpiquet totalement détruit par les bombardements

À moins de 2 km des faubourgs de Caen, la 8e Brigade d'infanterie canadienne représente une menace pour les positions allemandes en ville. Avec la majeure partie des défenses concentrées au nord de Caen et près de la rivière Odon, il est à craindre que les forces anglo-canadiennes attaquent depuis Carpiquet en évitant ainsi la majorité des défenses. Malgré de forts doutes concernant le succès d'une contre-attaque, Kurt Meyer ordonne aux SS de reprendre Carpiquet aux Canadiens. Les forces SS, constituées d'éléments de la 1re division Panzer SS appelée en renfort, se préparent à contre-attaquer sur Carpiquet depuis Francqueville, avec blindés, artillerie, mortiers et infanterie.
Peu après minuit, la première contre-attaque SS commence, se jetant littéralement sur les défenses canadiennes. Bien que 13 de leurs blindés aient été détruits la veille, les chars du 10e Régiment blindé canadien restants, appuyés par des mortiers des Cameron Highlanders, empêchent les panzers allemands de pénétrer dans les ruines de Carpiquet. Les positions de défense canadiennes et les tirs de mitrailleuses causent de lourdes pertes aux Allemands. À l'aube, presque aucun terrain n'a été gagné par les assaillants. Au milieu de la journée, la 8e Brigade d'infanterie canadienne et le 10e Régiment blindé canadien ont repoussé trois contre-attaques avec l'aide de l'artillerie et des Hawker Typhoon, s'assurant qu'aucune force allemande ne pourrait briser les positions canadiennes. La ville reste sous contrôle des Canadiens, même si les Nebelwerfer et mortiers allemands continuent de bombarder Carpiquet.

## Poursuite des opérations

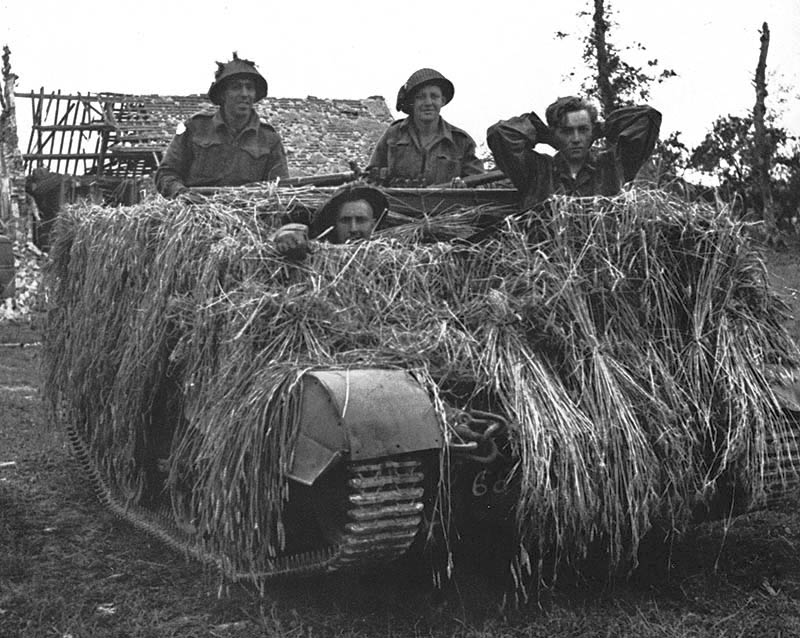
Des soldats canadiens avec un membre de la Luftwaffe
fait prisonnier à l'aéroport de Carpiquet

Trois jours après l'opération Windsor, lors de l'opération Charnwood, la 3e Division d'infanterie canadienne reprend les attaques contre Caen. Le 9 juillet 1944, la 8e Brigade d'infanterie canadienne réussit à capturer l'aérodrome de Carpiquet, tandis que 450 avions de la Royal Air Force bombardent Caen en préparation de l'assaut final. En fin de journée, la moitié nord de Caen est aux mains des forces britanniques, tandis que le reste de la ville est en ruine. Le 18 juillet, les forces britanniques et canadiennes lancent les opérations Atlantic et Goodwood. Lors de la première opération, les Canadiens libèrent le reste de Caen. La deuxième opération permet aux forces britanniques de sécuriser le terrain à l'est et au sud de la ville,. Les forces canadiennes attaquent ensuite les positions allemandes sur la crête de Verrières.

## Bilan
Les pertes canadiennes durant l'opération se montent à 377, dont 127 tués. La majorité de ces pertes a lieu le 4 juillet (les RWR et le North Shore Régiment perdent 130 hommes chacun le premier jour). Au total, 17 chars du 10e Régiment blindé canadien sont détruits, et une quantité inconnue pour les Sherbrooke Fusiliers. Les statistiques pour les pertes allemandes sont de 155 au total pour le 1er bataillon du 26e régiment de panzergrenadier SS; de son côté, la 1re division Panzer SS, responsable de la contre-attaque du 5 juillet, a perdu 20 chars. Son infanterie (3e bataillon du 1er régiment de panzergrenadiers SS) a perdu quant à elle 115 tués, blessés et disparus. Les pertes des unités allemandes de soutien des deux divisions (12e et 1re SS) sont inconnues. En définitive, cette bataille sanglante a probablement causé des pertes équivalentes des deux côtés. Les pertes allemandes en tués ont été probablement plus élevées, car peu de prisonners furent pris par les Canadiens ; ceux qui le furent hésitèrent à se rendre, compte tenu que la rumeur voulait que les Canadiens ne prenaient pas de prisonniers à la suite des atrocités des 7 et 8 juin commises par les SS. Comme en règle générale, face aux Canadiens, les SS se sont battus jusqu'au dernier homme.